# IV Internacional
La Quarta Internacional és una organització internacional de partits comunistes seguidors de les idees de Marx, Lenin i Trotski, qui a més va ser el seu principal dirigent. Va ser establerta en un congrés de delegats a París, el setembre de 1938, on hi va ser aprovat el Programa de Transició.
La IV Internacional és hereva de totes les internacionals obreres, però el seu model organitzatiu i programa polític es basen en els quatre primers congressos de la III Internacional.

## Les internacionals obreres
La fundació de la Primera Internacional va ser el primer intent dels sectors més avançats del moviment obrer de donar una expressió organitzativa a la política internacionalista de la revolució proletària. En ella van tenir un paper destacat Marx, Friedrich Engels i Mikhaïl Bakunin.
La Segona Internacional (1889), de la qual Engels va ser un dels seus fundadors, va acabar donant suport als governs dels països imperialistes votant a favor dels crèdits de guerra per a la Primera Guerra Mundial, enfrontant als treballadors dels distints països resultant una de les majors matances de la història.
Davant d'estos fets, el Partit Bolxevic va fundar la Tercera Internacional després de la Revolució Russa per a recuperar la política revolucionària a escala internacional. Després del triomf de Stalin i la burocratització de l'URSS, la Tercera Internacional es va convertir en un instrument de la política exterior de l'URSS i de la seua política del socialisme en un sol país.
La necessitat de construir la Quarta Internacional havia sigut proclamada per Trotski al considerar que la Tercera Internacional havia renunciat a defendre els interessos de proletariat internacional, com es comprovava per les grans traïcions dels partit comunista en Alemanya, França i Espanya durant la dècada dels 30, resultant la victòria del feixisme en gran part d'Europa. La IV Internacional es va fundar de fet en una conferència l'any 1938.

## Quarta Internacional

Símbol de la IV International

Trotski entenia la Internacional com el partit mundial de la revolució proletària, amb seccions en els diferents països que actuaren com un tot (amb un règim intern de centralisme democràtic) de la revolució mundial.
Els eixos programàtics es van basar en la teoria de la revolució permanent, el Programa de Transició i l'internacionalisme; per tant es defenia que la revolució socialista només podria triomfar definitivament si es donava a nivell mundial.
La seu del Secretariat General va ser traslladada a Nova York al començament de la Segona Guerra Mundial en 1939.
En 1940 el que llavors era el partit més important de la Quarta Internacional, el Partit Socialista dels Treballadors (SWP) dels Estats Units, va patir una divisió. L'escissió va ser protagonitzada per una fracció minoritària encapçalada per Max Schachtman i James Burnman que discrepaven amb les posicions de Trotski i James Cannon.
L'assassinat de Trotski a l'agost de 1940 per un agent català (Ramon Mercader) de l'NKVD manat per Stalin, va significar un greu colp polític per a la Quarta Internacional que va quedar molt debilitada, amb una direcció molt jove i inexperta triada després de la Segona Guerra Mundial en 1946 en el segon congrés mundial.
El primer gran desafiament i crisi es va produir en 1953, quan distints grups (entre ells el Partit Socialista dels Treballadors Argentí, el Partit Comunista Internacionalista francès o el SWP estatunidenc) es van negar a acceptar les tesis majoritàries impulsades per Michel Pablo (pseudònim del trotskista d'origen grec Michel Raptis), qui defenia que si esclatés una Tercera Guerra Mundial, els partits comunistes haurien de prendre un paper revolucionari tot enfrontant-se violentament a l'imperialisme; per tant, en els estats obrers burocràtics la gran tasca no seria construir partits trotskistes revolucionaris, sinó introduir-se dins els partits comunistes ja establerts per a impulsar-los a prendre el poder.
Aquest procés, però, va abocar la Internacional a un desmembrament en diverses faccions, mentre que les seccions fidels a la política pablista foren destruïdes i els seus quadres absorbits pels partits.
En la dècada dels 60 es va produir una reunificació entorn del plantejament que la revolució cubana havia produït un nou estat obrer. L'acabat de crear Secretariat Unificat tindria com a dirigents als principals líders que es van negar a aplicar la política pablista, entre ells al belga Ernest Mandel, a James Cannon del SWP dels Estats Units i a Nahuel Moreno del PST argentí.
No obstant això, la reunificació va durar poc, al defendre Mandel la construcció de guerrilles foquistes deixant en un segon pla al partit revolucionari de masses. Els grups nord-americà i argentí van rebutjar esta política.

## Actualitat
Hui en dia hi ha nombroses agrupacions que es reivindiquen hereus de la IV Internacional, encara que també bona part dels que la van conformar, van renunciar al seu llegat. A continuació un resum d'algunes d'estes "internacionals":
El Secretariat Unificat, de tradició mandelista, continua reivindicant la denominació de la IV Internacional, encara que ha renunciat a alguna de les seues bases programàtiques, com el centralisme democràtic (funcionant com una federació de partits, i no com un partit mundial) o participant en governs de corrent social demòcrata, com el de Prodi en Itàlia o el de Lula en Brasil, encara que sempre des de postures revolucionàries. La LCR francesa (i el futur NPA) són el referent mundial d'este corrent internacional. A Catalunya i el País Valencià, en fou secció la LCR i actualment Revolta Global-Esquerra Anticapitalista i Espai Alternatiu en són partícips.
De la secció anglesa de la IV Internacional provenia Ted Grant, fundador i teòric del Corrent Marxista Internacional, difunt en 2006. El seu principal característica, que la diferència de qualsevol altre grup, és que la CMI s'orienta a les organitzacions de masses de la classe obrera. En conseqüència, esta organització ha renunciat a la reagrupació del trotskisme internacional i no manté cap mena de relació amb els grups que buscar reorganitzar la IV Internacional. Actualment, el seu dirigent i teòric més conegut és Alan Woods. La CMI està present en més de 30 països. En Veneçuela i Brasil encapçala els moviments d'ocupació d'empreses i en Espanya (El Militant) dirigix el Sindicat d'Estudiants. Posseïx també una notable influència en el Partit del Poble de Pakistan. Alan Woods ha fet explícit en una infinitat d'oportunitats el seu "suport crític" al règim de Hugo Chávez a Veneçuela.
El grup fundat per Nahuel Moreno, la Lliga Internacional dels Treballadors - Quarta Internacional (LIT-CI) planteja la reconstrucció de la internacional amb un programa revolucionari. Està present especialment a Llatinoamèrica i Europa, on destaquen el Partit Socialista dels Treballadors Unificat (Brasil), el Partido Revolucionario de los Trabajadores-Izquierda Revolucionaria (Espanya) i el Partit d'Alternativa Comunista (Itàlia). En Argentina, el país originari de Moreno, el seu corrent va començar com un grup que feia entrisme en el peronisme fins a fusionar-se amb l'agrupació liderada per Santucho en el Partit Revolucionari dels Treballadors i després dividir-se basant-se en la qüestió de la lluita armada. D'eixa divisió sorgiria el Partit Socialista dels Treballadors, que després passaria a denominar-se Moviment al Socialisme. Amb la defunció de Moreno, el MAS es va dividir en múltiples agrupacions, algunes de les quals continuen reivindicant l'herència morenista.
En 1997 es funda en Gènova, Itàlia, el Moviment per la Refundació de la Quarta Internacional que reagrupava partits trotskistes de Sud-amèrica i Europa. Set anys més tard, en 2004, esta organització es convertix en la Coordinadora per la Refundació de la Quarta Internacional (CRCI) amb seccions en 3 continents i 10 països, entre les quals es troben el Partit Obrer de l'Argentina, el Partit Revolucionari dels Treballadors (Grècia), el Partit dels Treballadors de l'Uruguai i el Partit Comunista dels Treballadors d'Itàlia.
També trobem la Fracció Trotskista - Quarta Internacional, (FT-CI) que va trencar amb el morenismo creant un corrent internacional. Destaca el Partit de Treballadors pel Socialisme de l'Argentina, Lliga Estratègia Revolucionària del Brasil o Classe Contra Classe d'Espanya.
De les idees de Tony Cliff es va formar el Socialist Workers Party britànic, que a nivell internacional conformen la International Socialist Tendency. Este grup es va allunyar de la IV internacional per la seua definició de l'URSS i els seus satèl·lits com Capitalisme d'Estat, adoptant posicions no defensistes enfront de l'imperialisme, encara que ells es continuen considerant en part hereus de les idees de Trotski, autoemmarcant-se en el trotskisme crític o heterodox.
Procedent del Partit Comunista Internacionalista francès de Pierre Lambert, difunt en 2008, trobem el Corrent Comunista Internacional que va proclamar en 1993 la IV Internacional, encara que no és reconeguda per cap altre grup.
Hi ha altres grups a França que es consideren part de o la pròpia IV Internacional, com Lluita Obrera a França.
Hui en dia, el gran desafiament dels que es consideren hereus de la tradició trotskista de la IV Internacional és la conformació d'una nova direcció revolucionària mundial que recupere les tradicions del moviment comunista (especialment de l'experiència del partit bolxevic, sintetitzades per Lenin i Trotski) per a impulsar i liderar la revolució socialista internacional.